# 半坡乡 (绿春县)
半坡乡，是中华人民共和国云南省红河哈尼族彝族自治州绿春县下辖的一个乡镇级行政单位。

## 行政区划
半坡乡下辖以下地区：
坝溜社区、半坡村、二甫村、哈的村、多沙村、高井槽村和牛托洛河村。